# سيباستياو جيلبرتو
فيليسبيرتو سيباستياو دي غراسا أمارال (بالبرتغالية: Sebastião Gilberto‏)، من مواليد 21 سبتمبر 1982 في أنغولا، لاعب كرة قدم أنغولي.
بدأ مسيرته الكروية مع نادي بترو إتليتيكو في عام 2001، ومنذ عام 2002 حتى عام 2010 وهو يلعب مع نادي الأهلي المصري.
منذ عام 1999 حتي عام 2015 كان يلعب مع منتخب أنغولا لكرة القدم.

## روابط خارجية
- سيباستياو جيلبرتو على موقع الاتحاد الدولي (مؤرشف)  (الإنجليزية)
- سيباستياو جيلبرتو على موقع قاعدة بيانات كرة القدم.إي يو (الإنجليزية)
- سيباستياو جيلبرتو على موقع ناشيونال فوتبول تيمز (الإنجليزية)
- سيباستياو جيلبرتو على موقع Soccerway.com (الإنجليزية)
- سيباستياو جيلبرتو على موقع AS.com (الإسبانية)